# Johannisberg (Kreis Königsberg/Samland)
Johannisberg war ein Ort im ostpreußischen Kreis Königsberg (1939 bis 1945 Kreis Samland). Die Ortsstelle befindet sich heute im Rajon Gurjewsk (Stadtkreis Neuhausen) der Oblast Kaliningrad (Gebiet Königsberg (Preußen)) in Russland.

## Geographische Lage
Die Ortsstelle von Johannisberg liegt am Nordufer des Flüsschens Prochladnaja (deutsch Frisching) im Westen der Oblast Kaliningrad, 16 Kilometer südwestlich der früheren Kreisstadt Königsberg (Preußen) (russisch Kaliningrad) bzw. 27 Kilometer südwestlich der heutigen Rajonshauptstadt Gurjewsk (deutsch Neuhausen).

## Geschichte
Das frühere Johannsberg, erst nach 1820 Johannisberg genannt, war ein Vorwerk des Guts Kobbelbude (russisch Swetloje) im Kreis Königsberg in Preußen, der 1939 in Kreis Samland umbenannt wurde. Sprichwörtlich war in der Region die „Judenbrücke“ über den Frisching (russisch Prochladnaja). Innerhalb des Gutsbezirks Kobbelbude zählte Johannisberg fünf Einwohner und kam so auch zu der am 15. November 1928 umgewandelten Landgemeinde Kobbelbude.
Mit der Abtretung des gesamten nördlichen Ostpreußen 1945 in Kriegsfolge kam Johannisberg zur Sowjetunion. Eine russische Namensgebung ist ebenso wie eine Zuordnung zu einem Dorfsowjet nicht bekannt. Offensichtlich wurde der Ort nicht mehr besiedelt und ist wahrscheinlich in Swetloje aufgegangen. Er gilt als untergegangen. Seine Ortsstelle gehört zum Rajon Gurjewsk in der russischen Oblast Kaliningrad.

## Religion
Bis 1945 war Johannisberg in die evangelische Kirche Mahnsfeld (russisch Polewoje) im Kirchenkreis Königsberg-Land I in der Kirchenprovinz Ostpreußen der Kirche der Altpreußischen Union eingegliedert. Die römisch-katholischen Einwohner von Johannisberg gehörten zur Pfarrei Königsberg-Oberhaberberg im Dekanat Samland des damaligen Bistums Ermland.

## Verkehr
Die Ortsstelle von Johannisberg ist – sofern noch erkennbar – von der Siedlung Sewtloje (Kobbelbude) aus im Abzweig von der Kommunalstraße 27K-089 (frühere deutsche Reichsstraße 126) auf einer Landwegverbindung zu erreichen. 
Die nächste Bahnstation war bis 1945 Kobbelbude (Sewtloje) an der Bahnstrecke Königsberg–Allenstein, sowie auch an der Preußischen Ostbahn, die Berlin mit Königsberg verband, heute aber nur noch im Abschnitt der Bahnstrecke Kaliningrad–Mamonowo befahren wird.